# Strażnica WOP Rewal
Strażnica Wojsk Ochrony Pogranicza Śliwin/ Rewal – zlikwidowany podstawowy pododdział graniczny Wojsk Ochrony Pogranicza pełniący służbę graniczną na granicy morskiej.

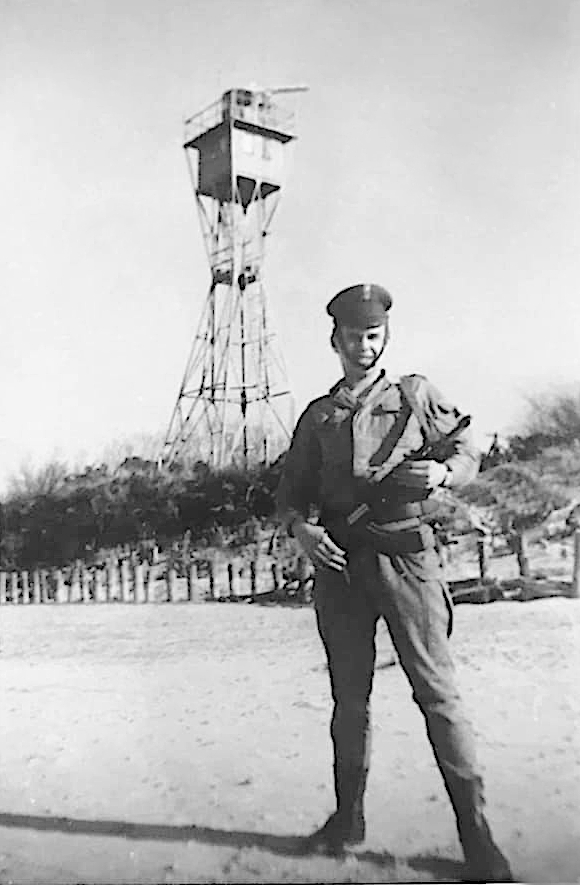
Żołnierz WOP z kbk AKMS i wieża POWT–11 w Niechorzu (1978)

Strażnica Straży Granicznej w Rewalu – nieistniejąca graniczna jednostka organizacyjna Straży Granicznej realizująca zadania bezpośrednio w ochronie granicy państwowej.

## Formowanie i zmiany organizacyjne
Strażnica została sformowana w 1945 w strukturze 16 komendy odcinka Trzebiatów jako 78 strażnica WOP [Nowe Śliwno (Horst/Chorzowo)] o stanie 56 żołnierzy. Kierownictwo strażnicy stanowili: komendant strażnicy, zastępca komendanta do spraw polityczno-wychowawczych i zastępca do spraw zwiadu. Strażnica składała się z dwóch drużyn strzeleckich, drużyny fizylierów, drużyny łączności i gospodarczej. Etat przewidywał także instruktora do tresury psów służbowych oraz instruktora sanitarnego. 
Sformowane strażnice morskiego oddziału OP nie przystąpiły bezpośrednio do objęcia ochrony granicy morskiej. Odcinek dawnej granicy polsko-niemieckiej sprzed 1939 od Piaśnicy, aż do lewego styku z 4 Oddziałem OP ochraniany był przez radziecką straż graniczną wydzieloną ze składu wojsk marszałka Rokossowskiego. Pozostały odcinek granicy od rzeki Piaśnica, aż po granicę z ZSRR zabezpieczała Morska Milicja Obywatelska.
W związku z reorganizacją oddziałów WOP, 24 kwietnia 1948 78 strażnica OP Nowe Śliwno została włączona w struktury 20 batalionu Ochrony Pogranicza, a 1 stycznia 1951 151 batalionu WOP w Trzebiatowie.
Od 15 marca 1954 wprowadzono nową numerację strażnic. Strażnica II kategorii otrzymała numer 75  w skali kraju. 
W 1955 dowódca WOP rozkazał przejść 15 Brygadzie WOP na etat ćwiczebny. Rozwiązane zostały dowództwa i sztaby batalionów. 15 listopada 1955 kierowanie strażnicą przejął sztab brygady. 
W 1956 rozpoczęto numerowanie strażnic na poziomie brygady. Strażnica Nowe Śliwno II kategorii była 2. w 15 Brygadzie Wojsk Ochrony Pogranicza. W 1960, po kolejnej zmianie numeracji, strażnica posiadała numer 16 strażnica Nowe Śliwno i zakwalifikowana była do kategorii II w 15 Bałtyckiej Brygadzie WOP . W 1964 strażnica WOP nr 13 Nowe Śliwno uzyskała status strażnicy nadmorskiej i zaliczona została do II kategorii. 
W 1968 strażnicę przeniesiono do Rewala → 54°04′46″N 15°00′46″E/54,079424 15,012742.
W 1976, w wyniku zmian organizacyjnych w Bałtyckiej Brygadzie WOP, Strażnica WOP Rewal, SKO Mrzeżyno i GPK Mrzeżyno przekazano do Pomorskiej Brygady WOP w Szczecinie.
Strażnica WOP Dźwirzyno do 15 maja 1991 była w strukturach Pomorskiej Brygady Wojsk Ochrony Pogranicza w Szcczecinie
Straż Graniczna:
16 maja 1991, po rozwiązaniu Wojsk Ochrony Pogranicza, strażnica Rewal weszła w podporządkowanie Pomorskiego Oddziału Straży Granicznej i przyjęła nazwę Strażnica Straży Granicznej w Rewalu (Strażnica SG w Rewalu).
Na podstawie zarządzenia nr 017 Komendanta Głównego Straży Granicznej z 12 marca 1992 przeformowano Pomorski Oddział SG wg etatu nr 44/039 i 2 czerwca 1992 strażnice nadmorskie w Rewalu, Dziwnowie, Międzyzdrojach i GPK SG w Dziwnowie oraz posterunki obserwacji wzrokowo-technicznej nad Zalewem Szczecińskim i nad Zatoką Pomorską zostały przekazane nowo utworzonemu Morskiemu Oddziałowi Straży Granicznej w Gdańsku.  Następnie funkcjonowała jako Zespół Obserwacji Wzrokowo – Technicznej i na początku 2000 znów jako Strażnica SG w Rewalu.
Jako Strażnica Straży Granicznej w Rewalu funkcjonowała do 23 sierpnia 2005 i 24 sierpnia 2005 Ustawą z 22 kwietnia 2005 O zmianie ustawy o Straży Granicznej... została przekształcona na Placówkę Straży Granicznej w Rewalu (Placówka SG w Rewalu)

## Ochrona granicy

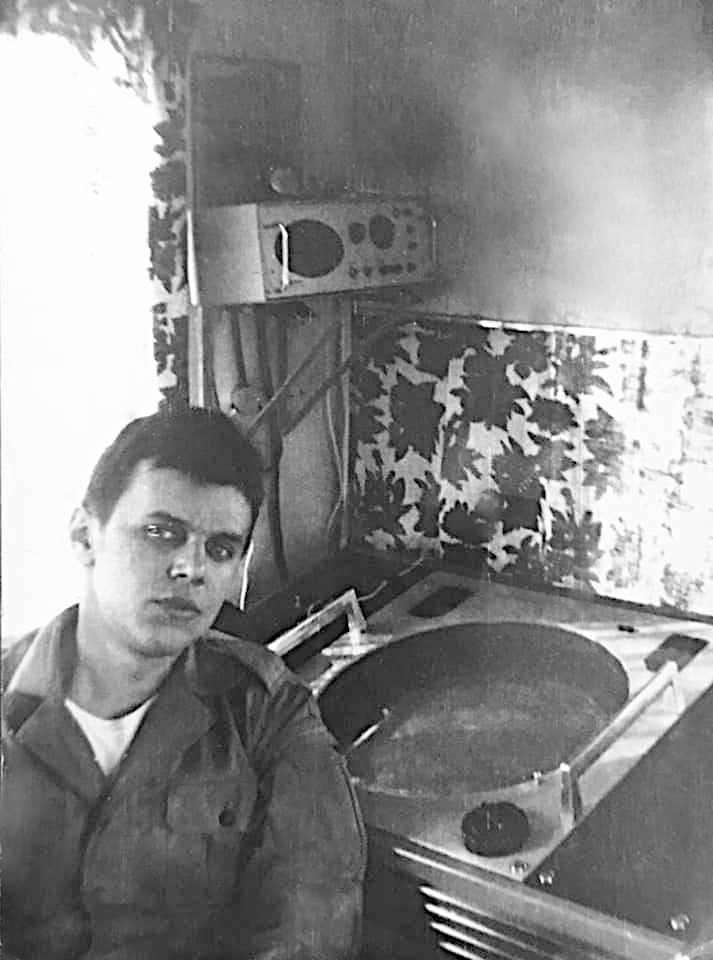
Żołnierz WOP na stanowisku SB-1 POWT–11 przy aparaturze r./lok., daleki dozór. Na drugim planie radiotelefon stacjonarny (1978)

W 1956 na odcinku strażnicy funkcjonowały punkty kontroli ruchu rybackiego (PKRR), w których kontrolę graniczną i celną osób, towarów oraz środków transportu wykonywała załoga strażnicy:
- PKRR Pobierowo
- PKRR Rewal
- PKRR Niechorze.

W pierwszej połowie lat 60. POWT WOP posiadały na swoim wyposażeniu stacje r./lok. polskiej konstrukcji (początkowo t. RO–231 a następnie RN–231), a także lunety i środki łączności przewodowej. Na odcinku od Dziwnowa do Ustki wieże obserwacyjne były konstrukcji stalowej.
Strażnica WOP Rewal w 1969 miała na swoim odcinku 3 POWT WOP wykorzystywane do ochrony granicy państwowej.
Wykaz punktów obserwacji wzrokowo-technicznej na odcinku strażnicy WOP Rewal wg stanu z 1990:
- POWT nr 10 Pobierowo (bliski dozór – 4 Mm)[h]
- POWT nr 11 Rewal (bliski dozór – 4 Mm)
- POWT nr 12 Niechorze (bliski/daleki dozór – 16 Mm)[i].

W maju 1991 Strażnica WOP Mrzeżyno została rozformowana, a ochraniany odcinek granicy państwowej przejęła Strażnica WOP Rewal.

## Strażnice sąsiednie

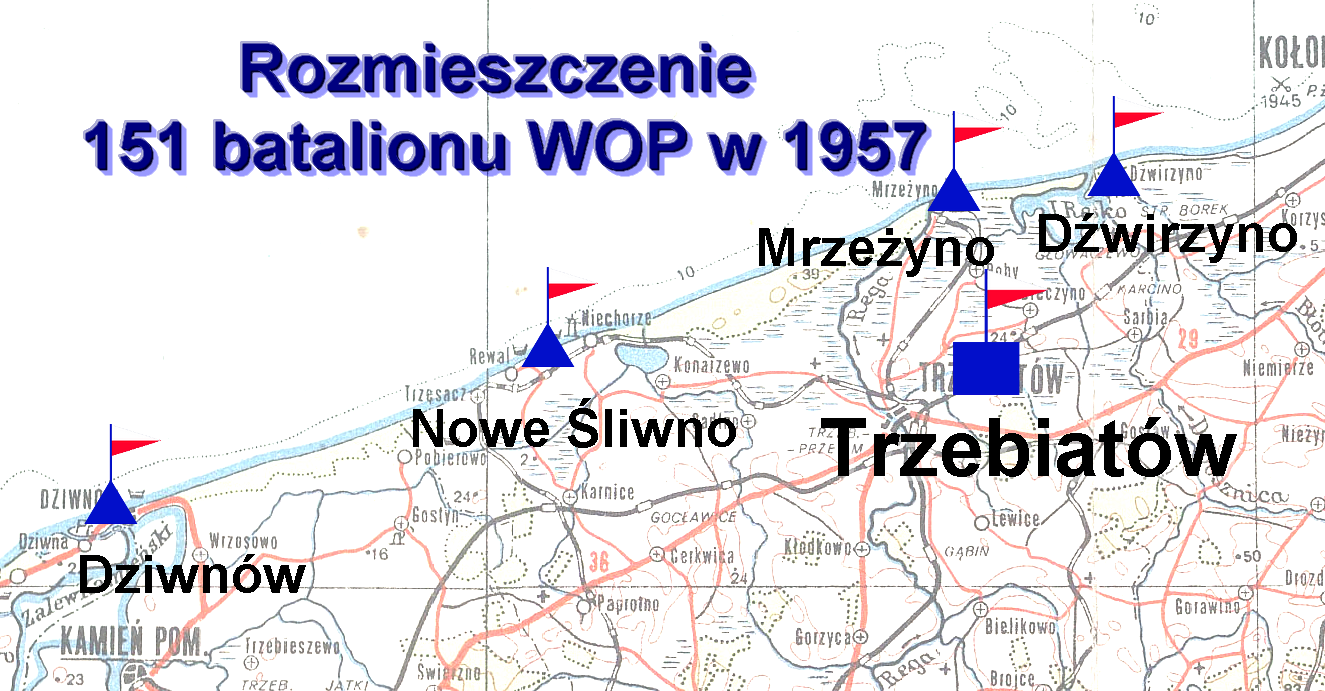
Dyslokcje 1957

- 77 strażnica WOP Wald ⇔ 79 strażnica WOP Głębokie − 1946
- 77 strażnica OP Dziwnów ⇔ 79 strażnica OP Mrzeżowo (Depp) − 1949
- 1 strażnica WOP Dziwnów I kat. ⇔ 3 strażnica WOP Mrzeżyno II kat. − 1956
- 17 strażnica WOP Dziwnów III kat. ⇔ 15 strażnica WOP Mrzeżyno III kat. − 01.01.1960.

Straż Graniczna:
- Strażnica SG w Dziwnowie ⇔ Strażnica SG w Dźwirzynie – 16.05.1991[17].

## Dowódcy strażnicy
- ppor. Zygmunt Zawadzki (był w 10.1946)[j].
- kpt. Edward Korbas (do 1964)
- kpt. Marek Gałka (od 05.1991)[18]

Komendanci strażnicy SG:
- mjr SG Grzegorz Brzózka (był w 2002)[19].